# Bylany (okres Chrudim)
Obec Bylany (nem.: Wielantz (1271), Wielands, Belan (1303), Belans (1309)) se nachází v okrese Chrudim, kraj Pardubický. Leží na silnici I/17. Žije zde 485 obyvatel.

## Historie
První písemná zmínka o obci pochází z roku 1271. V minulosti se zde nacházela cihelna, do níž vedla, dnes již také zaniklá, vlečka, odbočující za přejezdem státní silnice Chrudim - Praha. Cihelna ve své době patřila mezi ty větší ve svém okolí. Roční výroba se pohybovala okolo tří milionů cihel. Výroba byla zastavena za hospodářské krize ve 30. letech, po roce 1945 už není nikde uvedena.

## Obecní správa
Od 1. ledna 1974 do 28. února 1990 k obci patřily Třibřichy.

## Zemědělství
Kolem Bylan se pěstuje ječmen a kvalitní pšenice. Vzhledem k tomu, že obec leží ve významné řepařské oblasti, patří mezi nejvýznamnější suroviny cukrová řepa.

## Služby
Ve vesnici se nachází mateřská škola, poštovní úřad a kulturní dům.

## Kulturní život
Centrem všeho dění v obci je kulturní dům. Pořádají se v něm například plesy, ale i jiné aktivity. Velký vliv na kulturní život mají i místní matky, pořádající akce určené pro děti.
V obci funguje i sbor dobrovolných hasičů, založený v roce 1889. Obec má i svůj Sbor pro občanské záležitosti, složený s žen, které se starají o občanské záležitosti Bylan, například o vítání občánků nebo gratulace Bylanským jubilantům.

## Doprava
Do Bylan se lze dostat pouze silniční dopravou, dříve používaná železniční stanice je dnes využívána mostním obvodem Pardubice.

## Pamětihodnosti
- Krucifix